# SEPIC
Ein SEPIC (Abkürzung für englisch single ended primary inductance converter) ist in der Elektronik eine Form von Gleichspannungswandler. Die positive Eingangsspannung UE des SEPIC kann sowohl größer als auch kleiner als die positive Ausgangsspannung UA sein. Vorgestellt wurde die Schaltung 1977 von Massey und Snyder auf der PESC (Power Electronic Specialist Conference).

Schaltungsschema eines SEPIC-Wandlers

## Schaltung
Als wesentliches Element der Schaltung fungieren drei Energiespeicher und ein Schalter (S). Die Energiespeicher sind zwei Spulen (L1 und L2) und ein Kondensator (C1). Diese können als eine Doppelspule mit zwei gegensätzlich gewickelten Windungen auf dem gleichen Kern oder zwei unabhängige Spulen ausgeführt sein. Im zweiten Fall kann die Spule L2 auch als Transformator ausgeführt werden. Damit ist eine galvanische Trennung möglich: Die SEPIC-Schaltung wird zum Sperrwandler.
Der Ćuk-Wandler und der Zeta-Wandler weisen eine dem SEPIC ähnliche Topologie auf.
Ein Vorteil von kondensatorgekoppelten Schaltreglern ist, dass kein Kurzschlussstrom vom Eingang zum Ausgang und zurück fließen kann. Da der Koppelkondensator jedoch eine Verlustleistung umsetzt, ist der Wirkungsgrad geringer als die anderer Topologien.

## Kontinuierlicher Betrieb
Bei der Untersuchung des SEPIC sind grundsätzlich zwei Betriebsmodi zu unterscheiden. Der SEPIC kann im kontinuierlichen und diskontinuierlichen Betrieb arbeiten. Zu Beginn soll der kontinuierliche Betrieb (Continuous Current Mode) beschrieben werden. Die Bezeichnung bezieht sich auf den Strom in der Spule L1. Der kontinuierliche Betrieb kann in zwei Zeitabschnitte zerlegt werden. Der erste Abschnitt entspricht der Zeit, in der der Schalter S geschlossen ist.

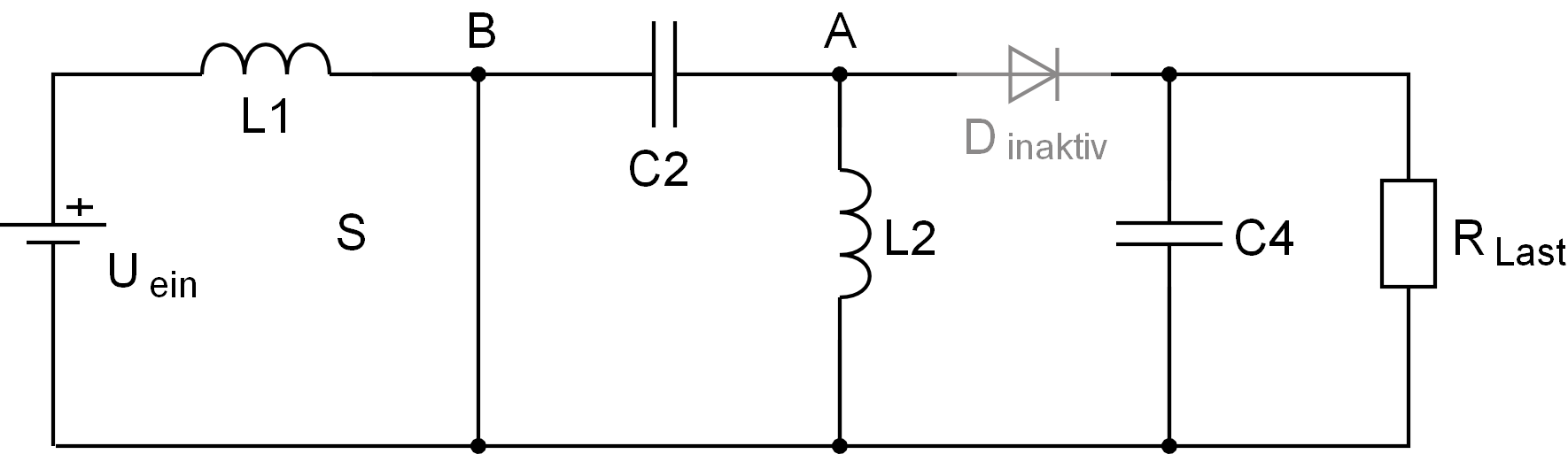
Ersatzschaltbild für den ersten Zeitabschnitt (S geschlossen, D sperrt)

Der zweite Abschnitt repräsentiert die restliche Zeit, in der der Schalter geöffnet ist.

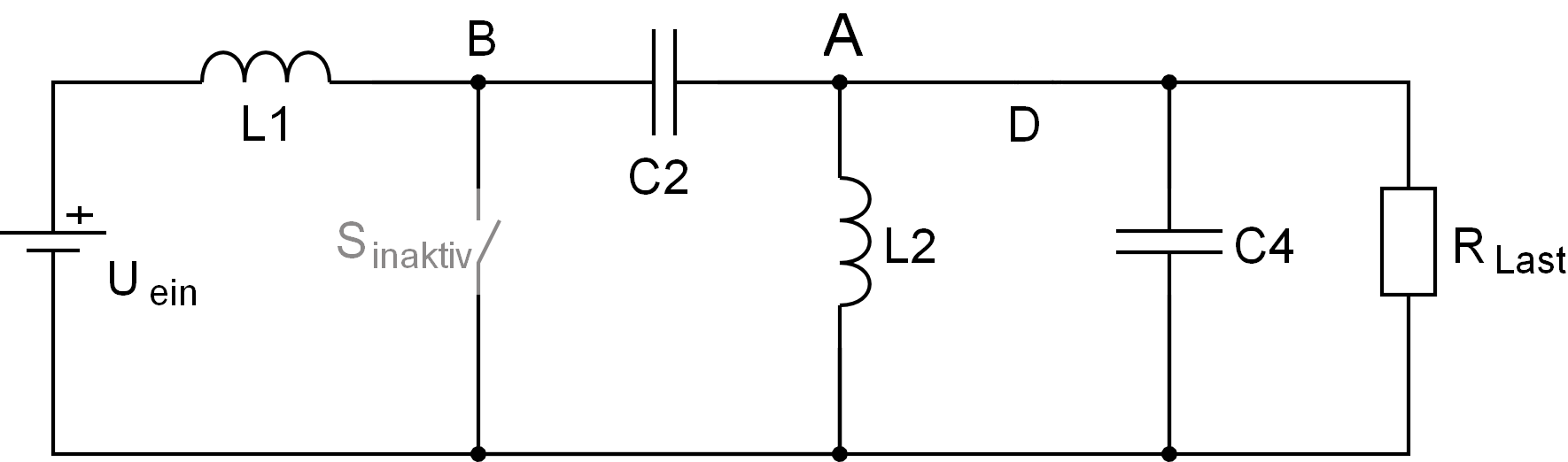
Ersatzschaltbild für den zweiten Zeitabschnitt (S offen, D leitet)

Die Untersuchung erfolgt über die Betrachtung der Ströme innerhalb der Schaltung. Als Annahme gilt, dass der Kondensator C2 groß genug ist, sodass sich die Spannung über dem Kondensator nicht ändert. Man kann gleichfalls ermitteln, dass sich der Kondensator genau auf den Wert der Eingangsspannung auflädt. Wenn der Schalter geschlossen ist, ergeben sich für L1 und L2 folgende Stromanstiege:
{\displaystyle {\frac {\mathrm {d} I}{\mathrm {d} t}}={\frac {U_{\mathrm {ein} }}{L}}} (1).
Berücksichtigt man beide Spulen, ergibt sich
{\displaystyle I={\frac {U_{\mathrm {ein} }}{L_{1}}}t+{\frac {U_{\mathrm {ein} }}{L_{2}}}t+I_{0}}
{\displaystyle =U_{\mathrm {ein} }\left({\frac {1}{L_{1}}}+{\frac {1}{L_{2}}}\right)t+I_{0}} (2).
Der Spitzenwert des Stromes am Ende von Abschnitt 1 errechnet sich dann zu
{\displaystyle I=U_{\mathrm {ein} }\left({\frac {L_{1}+L_{2}}{L_{1}\cdot L_{2}}}\right)DT+I_{0}} (3)

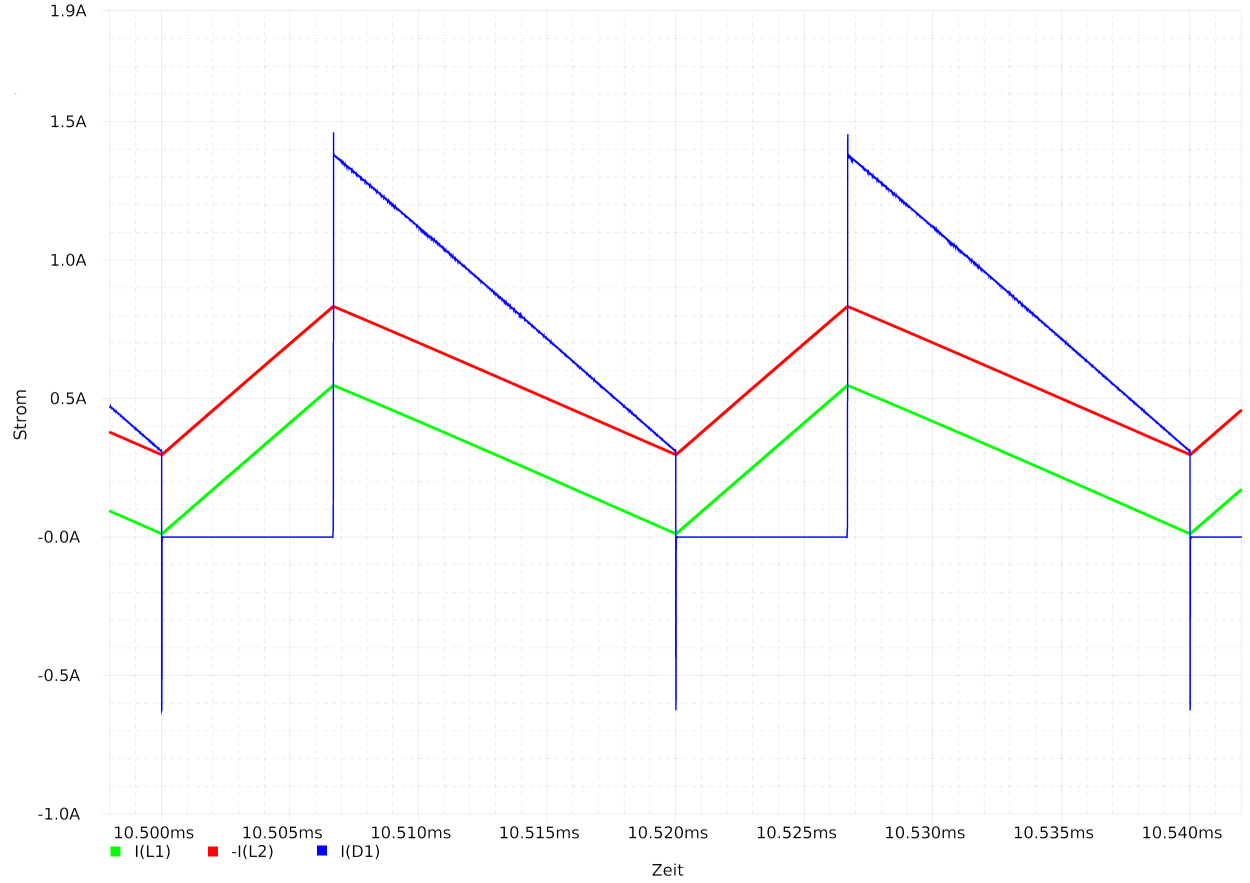
Stromverläufe im CCM-Betrieb

wobei D den Duty cycle darstellt. Der Abschnitt 2 beginnt mit diesem Spitzenwert. Danach fällt der Strom in Abhängigkeit von der Ausgangsspannung.
{\displaystyle {\frac {\mathrm {d} I}{\mathrm {d} t}}=-{\frac {U_{\mathrm {aus} }}{L}}} (4)
Für den Spitzenwert gilt:
{\displaystyle I=U_{\mathrm {aus} }\left({\frac {L_{1}+L_{2}}{L_{1}\cdot L_{2}}}\right)(1-D)T+I_{0}} (5).
Da an der Grenze zwischen Abschnitt 1 und 2 die Werte gleich sein müssen, können die Gleichungen (3) und (5) gleichgesetzt werden.
{\displaystyle U_{\mathrm {ein} }\left({\frac {L_{1}+L_{2}}{L_{1}\cdot L_{2}}}\right)DT+I_{0}=U_{\mathrm {aus} }\left({\frac {L_{1}+L_{2}}{L_{1}\cdot L_{2}}}\right)(1-D)T+I_{0}} (6).
Aufgelöst nach dem Verhältnis der Ausgangs- zur Eingangsspannung ergibt sich
{\displaystyle {\frac {U_{\mathrm {aus} }}{U_{\mathrm {ein} }}}={\frac {D}{1-D}}} (7)

## Diskontinuierlicher Betrieb
Der diskontinuierliche Betrieb (Discontinuous Current Mode) beginnt mit den beiden Abschnitten des kontinuierlichen Betriebs. Es gelten die gleichen Ersatzschaltbilder wie für den kontinuierlichen Betrieb. Dazu gesellt sich ein dritter Abschnitt, während dessen die beiden Induktivitäten keinen Strom führen, aber die Last dem Ausgangskondensator C4 Energie entnimmt, wie in nebenstehendem Ersatzschaltbild dargestellt.

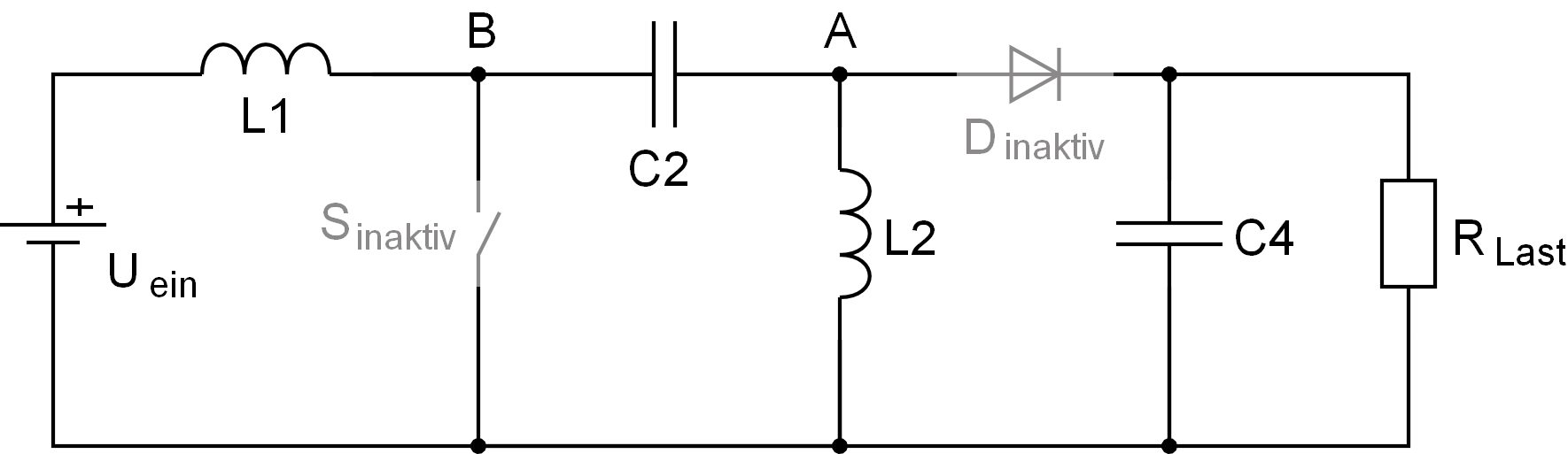
Ersatzschaltbild für den dritten Zeitabschnitt

Da die Ströme der Induktivitäten bei Null beginnen und bei Null enden, entfällt aus der Betrachtung I0. Die Gleichung (3) ändert sich zu:
{\displaystyle I=U_{\mathrm {ein} }\left({\frac {L_{1}+L_{2}}{L_{1}\cdot L_{2}}}\right)\,D\,T} (8)
und Gleichung (5) wird zu:
{\displaystyle I=U_{\mathrm {aus} }\left({\frac {L_{1}+L_{2}}{L_{1}\cdot L_{2}}}\right)\,(D_{2})\,T} (9)
D2 entspricht der Dauer des zweiten Zeitabschnitts. Gleichgesetzt ergibt sich
{\displaystyle {\frac {U_{\mathrm {aus} }}{U_{\mathrm {ein} }}}={\frac {D}{D_{2}}}} (10)
Jetzt fehlt noch die Berücksichtigung des dritten Abschnitts.
Die Ausgangsspannung ergibt sich aus dem Strom und dem Lastwiderstand.
{\displaystyle U_{\mathrm {aus} }=I_{\mathrm {aus} }\,R_{\mathrm {Last} }} (11).
Der Strom entspricht dabei dem durchschnittlichen Strom durch die Diode D, den es noch zu berechnen gilt. Nur in Abschnitt 2 wird Strom vom Eingang über die Diode in den Ausgangskondensator transferiert. Über den Mittelwert des Stromes bezogen auf den gesamten Schaltzyklus ergibt sich
{\displaystyle {\begin{aligned}{\bar {I}}_{D}&={\frac {U_{\mathrm {aus} }}{R_{\mathrm {Last} }}}\\&={\frac {1}{2}}U_{\mathrm {ein} }D\;T\;\left({\frac {L_{1}+L_{2}}{L_{1}\cdot L_{2}}}\right)\,D_{2}\end{aligned}}} (12).
Mit Gleichung (10) und Gleichung (12) stehen zwei Gleichungen zur Verfügung, die beide von Uein, Uaus, D und D2 abhängen. Stellt man beide Gleichungen nach D2 um und setzt sie gleich, kann man das Verhältnis der Ausgang- zur Eingangsspannung ermitteln:
{\displaystyle \left({\frac {U_{\mathrm {aus} }}{U_{\mathrm {ein} }}}\right)^{2}={\frac {1}{2}}\,D^{2}\,T\,R_{\mathrm {Last} }\,\left({\frac {L_{1}+L_{2}}{L_{1}\cdot L_{2}}}\right)} (13)
und damit
{\displaystyle {\frac {U_{\mathrm {aus} }}{U_{\mathrm {ein} }}}=D\,{\sqrt {{\frac {1}{2}}\,T\,R_{\mathrm {Last} }\,\left({\frac {L_{1}+L_{2}}{L_{1}\cdot L_{2}}}\right)}}} (14)
Im diskontinuierlichen Betrieb des SEPIC ist also die Ausgangsspannung nicht nur von der Einschaltdauer des Schalters abhängig.